# 毛文书
毛文书（1910年—1988年），女，四川乐山人，中国眼科专家，中山医学院眼科教授，曾任第三、五、六、七届全国人大代表。

## 家庭
丈夫陈耀真。